# Asymplecta
Asymplecta is een geslacht van vlinders van de familie echte motten (Tineidae), uit de onderfamilie Hieroxestinae.

## Soorten
- A. aplectodes (Turner, 1923)
- A. circumflua Meyrick, 1921
- A. phorbiophora Diakonoff, 1955